# Freddy Ravello
Freddy Ravello (Lima, 28 gennaio 1955) è un ex calciatore peruviano, di ruolo attaccante.

## Carriera

### Nazionale
Con la nazionale peruviana ha preso parte alla Copa América 1979.

## Palmarès

### Club

#### Competizioni nazionali
- Campionato peruviano: 2

Alianza Lima: 1977, 19798